# 健忘症
健忘症（forgetfulness）或健忘症，中国大陆又称遗忘症，是一种记忆混乱的疾病，病因为器质性原因（脑部受创或疾病）或功能性原因（心理因素），导致的记忆障碍。主要表现为自我意识、事物记忆、对环境的正常整合功能失常，全部或部分记忆丧失。
简单来说就是丧失记忆，包含丧失部分记忆或丧失全部记忆。失忆症的成因包括器官性原因或功能性原因。器官性原因包括大脑因创伤或疾病遭受损害，也有可能是因為服用某些药物（通常是镇静类药物）或受到心理創傷而造成。功能性的原因是心理因素，如心理防卫机制。这方面的一个例子如歇斯底里的创伤后的失忆症。失忆症也可能是自发的，至于短暂性完全失忆症。这一总体类型的失忆症在中年老人较为常见，尤其是男性，而且通常会持续少于24小时。
失忆症的另一个影响是无法设想未来。最近的一份发表在美国国家科学院院刊网上的研究报告表明，海馬迴受损的遗忘症患者无法想象未来。这是因为当一个正常的人想象未来时，他们会利用其过去的经验，构建一个可能发生的情况。举例来说，一个人在尝试想象将来一次聚会中会出现的情况时会利用到过去的经验，在各方面来帮助构建之后那次聚会中的情景。
失憶分為暫時失憶和永久失憶，亦可依遺忘類型分成兩種形式：順行性失憶症（Anterograde Amnesia）和逆行性失憶症（Retrograde Amnesia）。逆行性失憶症的患者失去了回憶及追溯既往資訊的能力。此疾病的嚴重程度因病例而有所差異，有些逆行性失憶症的患者僅失去一部分的記憶，有些則可能失去幾十年的記憶；順行性失憶症則是指短期記憶無法轉變為長期記憶的現象，此類患者的記憶無法維持。這兩類失憶症可能同時存在於同一患者的身上。
臨床研究顯示，失憶症通常與內側顳葉、間腦和海馬迴的CA1區的損傷有關。另外分子研究顯示，缺乏RbAp48蛋白質的小鼠記憶力也會比起正常的小鼠要低落。
失憶症患者的感覺記憶通常仍是正常的，也仍然能夠形成新的記憶。然而，他們提取記憶以及形成長期記憶的能力卻減退了。
啟動也能夠幫助失憶症患者學習新的非陳述型記憶的知識。此外失憶症患者通常仍然維持其智力、語言能力，以及社交技巧。

## 失憶症的類型以及原因
类型：
- 健忘症
- 解離性障礙由于心理原因而導致的失憶症，其種類可包括：
  - 解離性失憶症又稱心因性失憶症。此病最常見的是對個人身份（personal identity）的失憶，但對一般資訊的記憶則是完整的。解離性失憶症患者中女性多於男性，年輕成年人多於年長的。這一類個案的失憶發作通常很突然，患者會無法回憶先前的生活或人格，且主要是失去「過去的記憶」，特別是創傷性的生活事件的行為通常更有目的的與失憶結合，患者常會離開原來的家庭或工作，旅行到另一個陌生的地方建立另一個家庭或工作。當他們被尋獲後，他們已經有一個新的『自己』，但無法記起過去的重要資料（如原來的姓名、家人、工作），而且新的我與舊的我並不會交互出現。此病很少見，通常發生在戰爭、重大災難事件或是重大打擊後造成的腦部創傷（例如：腦缺氧、重傷頭部等...）後。
  - 解離性人格疾患又名人格分裂、多重人格。在不同的環境裡能夠建立起另一個或個人格以決定人格的發展，多重人格患者的每一個人格都是穩定、發展完整、擁有個別思考模式和記憶的。分裂出的人格包羅萬象，可以有不同的性別、年齡、種族，甚至物種。他們輪流出現控制患者的行為，此時原本的人格對於這段時間是沒有意識也沒有記憶的。它是一慢性疾病，也被認為是解離症中最嚴重的疾病。患者對生平一些對其造成極大壓力或極大創傷的事件，如暴力攻擊、強姦乃至精神傷害，失去任何印象。其事件資訊依然儲存在長時記憶裡，患者能選擇性的關閉或讀取不同人格在不同時期的記憶，但其記憶訪問權卻被其患者的心理防禦機制所阻擋。此病通常與兒時的性或身體甚至精神的虐待有關，患者有些有二種以上的人格，在不同的時期某一個人格會成為主要的人格，而且彼此忽略，一個人格出現時，另一個人格就隱沒不見。在不同環境裡能生變出另一種人格來適應所在環境的一種模式來抵抗或適應，兩個人格有各自的記憶、情緒、行為模式、態度等，而且差異通常很大，通常在切換人格的時候患者並無意識的進入另一個人格裡，好像兩個靈魂住在同一個軀體身上（這裡指的靈魂與宗教無關）。
  - 解離性迷遊症也被稱為分離性漫遊症。突然意外地從家裡或自己平常工作的地方出走，伴有不能回憶自己的過去和對自己的身份模糊不清，並設定一個新的身份。當他們被尋獲後，他們已經有一個新的『自己』，但無法記起個人過去的重要資料，而且新的我與舊的我並不會交互出現。此病很少見，通常發生在戰爭、重大災難事件後。
- 催眠后遺忘症患者失去被催眠時的記憶。
- 精神病
- 外傷、腦震盪
- 藥劑、精神藥物
- 老人痴呆 學習障礙
- 生理疾病
- 生活壓力、學業壓力
- 心情緊張
- 酒精性失憶症是由酒精引起的暫時性失憶。

原因：
普遍來說，失憶症的成因有三種：顱腦損傷、外部刺激（例如：目睹某些重大災難或刺激性場面）和生理缺陷（例如：海馬體萎縮），其中前兩個為主要致病因素，第三個可歸入顱腦損傷類目下。
- 沒辦法記起一些我們很熟識的個人和家人的資料，例如家人姓名和電話等。
- 沒辦法記到新學習的知識。

成因很多，部份人因為精神受到極大的創傷而產生失憶的現象。但最常見失憶的成因是腦部受創傷和疾病，例如中風或腦部缺氧。

### 颅脑损伤后失忆
颅脑损伤后常出现意识障碍或近事遗忘，持续时间与脑损伤严重程度相关。脑震荡伤后对受伤当时和伤前近期的情况不能记忆，属于逆行性遗忘，一般持续数日、数周，少数伤者持续时间较长。

### 選擇性失憶
「選擇性失憶」是指當事人在承受太大的打擊而負擔不了的時候，大腦就會自然而然的發出指令讓那個人遺忘有關事情對心裡的嚴重打擊，所有的事情和有關的人，但是物品跟地點可能會有點印象，所以常常有人可以恢復失去的記憶，但有人終其一生皆無法回憶起消失的那段過去。

### 自我感消失症
自我感消失症是自我（self）持續或重複的知覺到自我暫時消失不見了，覺得自己很陌生且不真實，患者常覺得自己像機器人、在夢境中、或者覺得已經離開自己的身體，這種感覺讓患者很不舒服，而且他們也知道這些症狀不是真的。
至於解離症的病因至今仍眾說紛紜。過去的研究顯示，解離症可能與遺傳有關。如有的研究發現解離症患者的一等親罹患解離症的機率約為一般人的8-10倍，但另一些對雙胞胎的研究，卻有相反的結論。無論如何，基因與解離症的關係，仍有待更大規模的研究。在致病機轉上，一般認為可能是「心理功能的解離」，也就是原本能自我覺知與統整的個體，因為面對壓力，解離成各部份，使意念、記憶、行為被排除在意識之外，造成失憶、人格變化等症狀。
雖然致病機轉未有定論，心理因素普遍被認為是誘發此病的導火線。一般認為患者可能先有因為基因與生活創傷造成的內在缺陷，在面臨生活壓力事件時，自我無法成熟因應，而產生解離現象。在治療方面通常是以心理治療為主，包括找出並適當處理壓力源、適度的傾聽、催眠治療或以藥物輔助式的會談、鼓勵病人去克服症狀（如回憶）。
綜言之，解離症雖然不是常見的精神疾病，但對個人與家庭社會的影響可能很大。

### 階段性遺忘
在階段性遺忘，遺忘的時間可爲數日至數月，偶有達數年的。另有一種選擇性遺忘或創傷情境性遺忘，是指患者對極傷心的事會忘得一乾二淨。如果問他，他會極力否認曾有過這件傷心事。
- 失憶症患病的過程由輕而重

1、輕度患者：容易忘了剛才發生的事， 因此很難學習新東西。有時候會迷失熟悉的路途，進而會有憂鬱，不敢外出，對一大堆的信函或帳單無法好好回復或處理。因此，這時候他可能仍能好好地上班、下班，與正常人沒有太大差別。但是，若稍微嚴重一點的出差、旅遊，或規劃事情如辦宴會就有困難，而且其工作效率明顯退化。
2、中度患者：健忘的情形加重，漸漸地連老朋友的名字、自己以前做的事也忘記。對一件事物一直重複著，或不斷問同樣的問題，或一直認為沒吃飯而要求家人再給。對自己說的事會張冠李戴，或編造故事來塘塞。對自己已寫下來同意做的事項無法好好地執行。行為漸漸失控、易激動、怪異及到處遊逛。衣衫不整或不合宜或每天都穿同一套衣服。思考混亂，或妄想、幻想及幻覺等。再下去則漸漸地無法自己沐浴、使用廁所用具以至於大小便失控等。
3、重度患者：連家屬好友都不認得，也漸漸失去與人溝通的方法，會漫無目的地亂叫、打人，完全無法照顧自己。最後連行動及吞食都不會，需要家人抱上下床及插胃管來餵食。
幫助腦受創的病人恢復記憶，可以利用熟悉的事物幫助病人回憶。協助腦受創的病人治療失憶，主要是幫助病人學習新事物，利用腦部的剩餘功能去補足受損的記憶功能。方法是要病人將事物及重要的訊息寫在記事簿上，病人需定時翻閱及提醒自己要做的事情。
病人的家人應耐心協助病人。病人需要一段時間重複及熟練地使用此方法，學習時間視乎病況而定。病人的家人及朋友，應避免給病人過長及複雜的指令。
藥物對個別病人有治療之效。目前暫未有可以根治失憶症的藥物。
- 短暫的失憶可以是幾秒，幾分鐘或幾小時

一些人在情緒十分激動或壓力太大的情況下，如劇烈疼痛、強光照射、過度驚嚇時，會發生暫時性失憶。過度緊張有時也會引起暫時失憶，如有人上台表演或是講演時會忽然忘詞。
造成短暫失憶的疾病很多，比較常見的疾病：
- 1. 暫時全盤性失憶症。長達數小時，患者看來清醒但困惑，無法記住新的東西，所以會重複問問題）。恢復後不記得在此段時間發生之事。
- 2. 車禍或腦外傷所造成失憶症，患者不記得當時發生車禍之情形，或車禍之前及車禍之後，可能幾分鐘或數小時。
- 3. 癲癇：如特殊型態的顳葉性癲癇，會影響意識而有短暫（幾秒或幾分鐘）的失憶。
- 4. 酒醉：有些醉酒之人還可如常言語或行動，但事後常一點也不記得。
- 5. 安眠藥，主要是苯二氮䓬类（benzodiazepines）導致的失憶：安眠藥除了服用後嗜睡或注意力降低而造成短暫失憶外，藥物本身有時也會造成失憶。但是各種安眠藥產生這種副作用的情況不一，也因人而異。所以如果有重大事情或決策時，最好不要服用安眠藥或鎮靜劑。

帕金森氏症是一種相當常見的慢性神經系統疾病，雖不威脅性命，卻造成患者生活極大不便。
一、震顫：10％的病患以震顫展現病症初期情況。
二、僵硬：肌肉僵硬、關節緊繃，甚至影響咀嚼、吞嚥功能，時有起步困難、容易跌倒的現象。
三、遲鈍：行動越來越緩慢，細巧動作如：寫字、拿筷子、扣鈕扣等，變得笨拙遲緩，任何動作之啟動都相當艱難（如：坐馬桶、從椅上站立）。日復一日，患者的行動日益頓挫、遲緩，漸漸失去行走、轉身、大小解的能力。
四、平衡失調：平衡功能受損，以致頻頻跌倒。
▲如果一段時期內經常出現忘事的現象，就要考慮去醫院檢查了，特別是一些有心血管疾病危險因素的患者，一定不能掉以輕心。其實，當發現有短暫性失憶時，最好是就醫，以查出原因，或當一時找不到緣由或病因時，則需追蹤觀察。

## 文化題材
失憶症──因意外忘卻過去特定的人事物，在小說、戲劇、電影、動漫和遊戲等故事文化領域都已經是非常常見的題材。

## 外部連結
- 選擇性失憶（页面存档备份，存于）